# 東京都青年赤十字奉仕団
東京都青年赤十字奉仕団（とうきょうとせいねんせきじゅうじほうしだん）とは、日本赤十字社東京都支部が管轄する赤十字奉仕団の一つである。

## 概要
赤十字奉仕団とは、赤十字の理念に基づいたボランティア活動を実施する団体のことを指し、18～30歳の社会人・学生により組織される「青年赤十字奉仕団」、市区町村ごとに組織される「地域赤十字奉仕団」、スキーパトロールやアマチュア無線などの専門技術を活かしてボランティア活動をする「特殊赤十字奉仕団」に大別される。
東京都青年赤十字奉仕団は、東京都内に主なキャンパスを置く大学の学生により組織される、国内最大規模の青年赤十字奉仕団である。また、首都にあるということから、北京、ソウルの赤十字ユースとの交流事業も盛んである。
なお、太平洋戦争直後から戦災孤児の保護活動や東京都恩賜上野動物公園での迷子相談活動を展開していた「東京青年赤十字奉仕団（解散済）」とは、全く異なる組織である。
「東京青年赤十字奉仕団」の構成は、社会人を主体とし、「特殊赤十字奉仕団」大学生を主体とした「学生赤十字奉仕団」とは全く違う組織であった。

## 活動内容
- 東京都学生献血推進連盟（夏季・冬季に実施される献血キャンペーンの企画・運営および勉強会を行う）
- 赤十字イベントの運営スタッフ
- 赤十字救急法救急員の講習
- 地域清掃
- 赤十字子供の家（児童養護施設）での子どもたちとの交流
- 老人ホーム、保育園訪問などの交流活動
- 障害者との交流活動
- 青少年赤十字リーダーシップトレーニングセンターの運営
- 海外たすけあい
- 海外への派遣
- 国内災害被災地への派遣

## 加盟奉仕団
東京都青年赤十字奉仕団は、以下の各奉仕団（支団）によって構成される。
- 日本赤十字看護大学学生奉仕団
- 玉川大学学生赤十字奉仕団
- 東京理科大学学生赤十字奉仕団
- 明治大学学生赤十字奉仕団
- 拓殖大学ライフセイバーズ学生赤十字奉仕団
- 日本大学学生赤十字奉仕団
- 大東文化大学学生赤十字奉仕団
- 跡見学園女子大学学生赤十字奉仕団
- 中央大学学生赤十字奉仕団
- 東京家政大学学生赤十字奉仕団
- 十文字学園女子大学学生赤十字奉仕団
- 駒澤大学学生赤十字奉仕団
- 工学院大学学生赤十字奉仕団
- 早稲田大学学生赤十字奉仕団
- 東京都赤十字青年奉仕団

これらの奉仕団の円滑な連絡と相互交流を図るため、東京都青年学生赤十字奉仕団連絡協議会が設置されている。